# ALEXIS (satellite)
Pour les articles homonymes, voir Alexis.
ALEXIS (acronyme de Array of Low Energy X-ray Imaging Sensors en français grappe de senseurs imageurs à rayons X faible énergie) est un mini satellite scientifique expérimental développé par le laboratoire national de Los Alamos dont la charge utile principale est constituée de six petits télescopes spatiaux à grand champ chargés d'effectuer un recensement complet des sources de rayonnement ultraviolet extrême. Il est placé sur une orbite terrestre basse en 1993 par une fusée aéroportée Pegasus et malgré un problème rencontré avec un des panneaux solaires parvient à remplir ses objectifs. Le satellite est dé-commissionné en 2005.

## Contexte
ALEXIS est un mini satellite artificiel expérimental développé par le laboratoire national de Los Alamos pour un budget de 17 millions US$ financé par le département de l'Énergie des États-Unis. Le projet devait permettre au laboratoire de démontrer sa capacité à concevoir, construire, intégrer, lancer et exploiter de petits satellites peu onéreux, mais dotés de capacités intéressantes ainsi que de mettre au point des capteurs pour le contrôle de la non prolifération des armes nucléaires. La mission primaire avait une durée de 6 mois, ,.   

## Objectifs
Le satellite emporte deux expériences : ALEXIS et Blackbeard :
Le télescope ALEXIS doit recenser l'ensemble des sources de rayonnement ultraviolet extrême avec pour objectif de :
- cartographier le fond diffus cosmologique en ultraviolet extrême (UVE)[5]
- détecter les sources UVE transitoires dans le ciel[6] afin d'identifier des cibles potentielles pour les télescopes UVE de la NASA[5]
- produire un catalogue des sources UVE[5]
- rechercher les contreparties en UVE des explosions en rayonnement gamma[5]
- analyser les réflexions de rayons UVE du Soleil sur la Lune[5]
- rechercher le rayonnement UVE de comètes[5]
- surveiller en continu les éruptions des étoiles variables cataclysmiques[5]
- mesurer la performance des instruments en orbite en fonction du temps[5]

Le télescope est également utilisé pour étudier la faisabilité de la détection d'explosions nucléaires terrestres depuis l'espace. Il est potentiellement capable de détecter le pic brutal de photons émis par une explosion nucléaire. Cette expérience aide les chercheurs à appréhender le bruit de fond naturel enregistré par ce genre d'instruments.
L'expérience radio Blackbeard étudie les distorsions et interférences des signaux VHF à travers la ionosphère.

## Caractéristiques techniques
ALEXIS est un mini satellite artificiel de 113 kg dont 45 kg pour la plateforme qui représente moins de 25 % du volume et est fournie par la société AeroAstro. L'engin spatial est stabilisé par rotation (1 tour toutes les 50 secondes) avec son axe de rotation et les instruments pointés en permanence dans la direction opposée à celle du Soleil. L'orientation du satellite est déterminée avec une précision de 0,1° à l'aide de capteurs solaires (grossier et fin), d'un capteur de Terre et corrigée à l'aide magnéto-coupleurs. L'énergie est produite à l'aide de 4 panneaux solaires déployés en orbite auxquels s'ajoute un panneau solaire fixe servant également de pare-soleil. L'énergie produite (50 watts) est stockée dans quatre batteries nickel cadmium disposant d'une capacité individuelle de 1,2 ampère-heure. Les communications sont assurées en bande S avec un débit de 750 kilobits par seconde sur la liaison descendante et de 9,6 kilobits par seconde sur la liaison montante. L'ordinateur embarqué utilise un microprocesseur 80C86 et stocke les données dans 6 puces de type mémoire vive statique d'une capacité totale de 94 mégaoctets.

## Charge utile
La charge utile comprend deux expériences : l'expérience principale, baptisée ALEXIS, est constituée de 6 petits télescopes fonctionnant dans l'ultraviolet extrême (ou rayons X ultra mous). La charge utile secondaire, Blackbeard est un récepteur radio fonctionnant en VHF.
ALEXIS est constituée de 6 petits télescopes ayant une architecture identique et représentant une masse totale de 45 kg. Chaque télescope d'un diamètre de 8,2 cm comporte un miroir primaire d'une superficie utile de 25 cm² et ayant la forme d'une portion de sphère. Il réfléchit le rayonnement vers un capteur situé au foyer de la sphère et d'un diamètre de 7 cm. Le capteur comprend un filtre permettant de limiter le rayonnement incident à une bande spectrale étroite : 93 eV (130 Å), 71 eV (172 Å) (correspondant aux raies spectrales du Fe IX-XII) et 66 eV (186 Å) caractéristique de la ligne d'émission Fe XXIII du plasma porté à une température de 10 7 kelvin. Chaque paire de télescope est équipée du mème filtre et couvre un champ optique de 33° avec un recouvrement partiel des champs optiques des deux autres paires. Le détecteur de type galette de microcanaux (MCP) compte le nombre de photons incidents et enregistre leur date d'arrivée.
Blackbeard analyse le signal radio VHF reçu via 2 antennes monopoles. Le récepteur enregistre les ondes radio reçues sur des bandes spectrales étroites (8 bandes étroites paramétrables de 4 kHz comprises entre 32 et 36 MHz) et large (une bande d'une largeur maximale de 65 MHz comprise dans les fréquences 25-100 MHz et 100-175 MHz).

## Déroulement de la mission
Le satellite ALEXIS est placé sur une orbite de 825 × 739 km avec une inclinaison orbitale de 69,9° le 25 avril 1993 par une fusée Pegasus aéroportée par un Boeing B-52 Stratofortress de la NASA. Durant la phase propulsée un des panneaux solaires déployables est endommagé. Une analyse effectuée de manière postérieure indique qu'il a sans doute été endommagé durant des essais de vibration au sol et qu'il n'est plus retenu que par quelques câbles. Pendant les premières semaines qui suivent le lancement, le centre de contrôle ne parvient pas à établir le contact avec le satellite malgré l'utilisation, du 9 au 12 mai, d'une antenne de 20 mètres de diamètre de la base de lancement de Vandenberg. Le panneau solaire endommagé induit un mouvement de rotation erratique et des problèmes thermiques. Les panneaux solaires mal orientés on du mal à produire de l'énergie. Les ingénieurs au sol mettent au point des traitements pour permettre de déterminer l'orientation du satellite dans sa nouvelle configuration. Après un bref contact le 2 juin, le satellite transmet finalement son statut le 30 juin. Le 8 juillet, les batteries sont chargées et la communication entre le satellite et le centre de contrôle est rétablie,. En septembre 1993 le satellite est opérationnel.
La mission primaire du satellite est de six mois, mais il est exploité durant 12 ans. Fin 1999, alors que l'activité solaire atteint son pic, une des paires de télescopes est mise hors service à la suite d'une anomalie dans le mémoire vive associée. À cette date ALEXIS a rempli tous ses objectifs et 80 gigaoctets de données ont été transmis. Le centre opérationnel de Los Alamos met fin à la mission le 29 avril 2005,.